# سن-ژوست-دو-بروتونییر، کبک
سن-ژوست-دو-بروتونییر (به فرانسوی: Saint-Just-de-Bretenières) شهری در منطقه شهری مومانی منطقه شودییر-آپالاش در استان کبک کانادا است. در سرشماری سال ۲۰۱۱ این شهر ۸۰۸ نفر جمعیت داشته‌است و مساحت آن ۱۳۲٫۳۵ کیلومتر مربع است.